# Thais schrift
Het Thaise schrift of het Thaise alfabet (Thai: อักษรไทย, àksǒn thai) wordt gebruikt om de Thaise taal en andere minderheidstalen in Thailand te schrijven. Het Thaise alfabet bestaat uit 44 medeklinkers (Thai: พยัญชนะ, phayanchaná). Hiernaast zijn er nog 15 klinkertekens waarmee ten minste 28 klinkers (Thai: สระ, sàrà) worden gevormd. Het schrift kent bovendien 4 toontekens (Thai: วรรณยุกต์, wannayúk), leestekens en tekens voor cijfers.
Hoewel men spreekt van het "Thaise alfabet" is de tekenreeks in werkelijkheid geen echt alfabet maar een abugida uit de familie van Brahmische schriften. Een abugida is een schriftsysteem waarin de basisletters medeklinkers zijn met een impliciete klinker en consequente aanpassingen van de basisletters om andere klinkers aan te duiden. De medeklinkers worden horizontaal van links naar rechts geschreven. De klinkertekens worden boven, onder, links of rechts van de corresponderende medeklinker gepositioneerd, of in een combinatie van deze posities.
Het Thaise schrift heeft eigen tekens voor de cijfers (Thai: ตัวเลขไทย, tua lek thai), maar de westerse cijfers (Thai: ตัวเลขฮินดูอารบิก, tua lek hindu arabik) worden ook vaak gebruikt.
In een Thaise tekst zijn de woorden zonder spaties aan elkaar geschreven; een spatie vertegenwoordigt het einde van een zin of bijzin. Een tekst heeft, met uitzondering van een paar leestekens, weinig interpunctie. Behalve de Thaise leestekens worden soms leestekens van het Latijnse alfabet gebruikt, zoals ?, !, aanhalingstekens en haakjes.
Het Laotiaanse schrift van buurland Laos lijkt veel op het Thaise schrift, maar heeft minder letters.

## Geschiedenis
Het Thaise alfabet is waarschijnlijk afgeleid van het Khmer schrift. Volgens de traditie werd het alfabet in 1283 gecreëerd door koning Ramkhamhaeng de Grote van het koninkrijk Sukhothai.

## Transliteratie en transcriptie

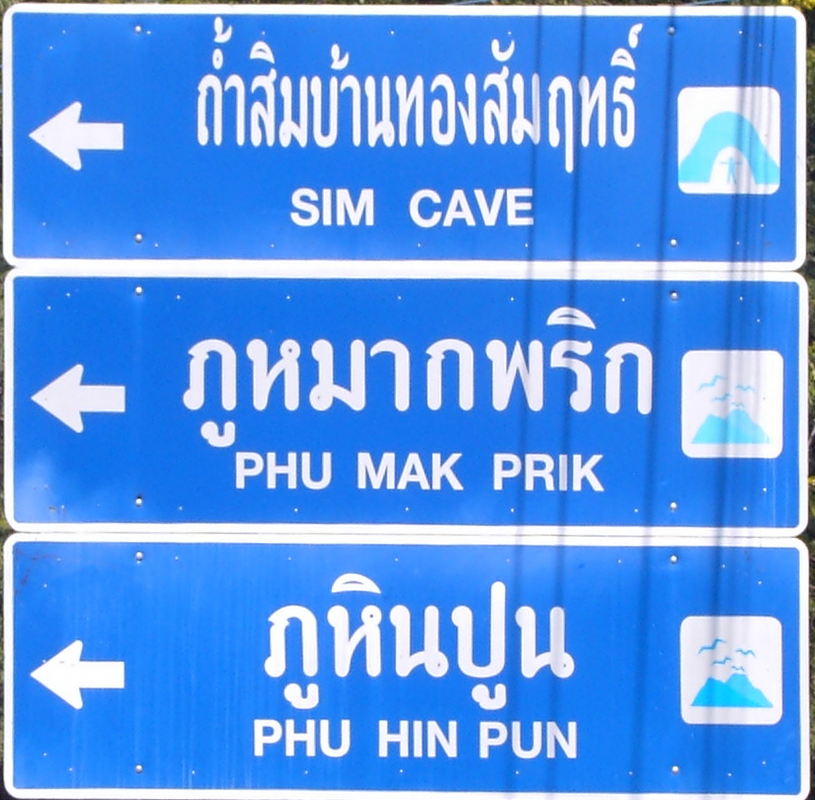
Borden met vertaling (boven) en transliteratie (midden en onder)

Transliteratie van het Thaise schift is een probleem omdat er geen eenduidig systeem is ontwikkeld. Vele verschillende schrijfwijzen kunnen worden aangetroffen die doorgaans gericht zijn op de Engelstalige spreker. Hierdoor kan voor een populaire toeristenbestemming als พัทยา (Pattaya) meerdere schrijfwijzen tegenkomen, zoals Pathaya, Phataya en Patthaya.
Een effectieve transliteratie dient eenduidig te zijn en gericht op de juiste doelgroep (bijvoorbeeld Nederlandstaligen), zodat het als vanzelf correct uitgesproken kan worden. Omdat er klankvormen zijn die in het Nederlands niet onderscheiden worden, zijn er extra aanduidingen nodig.
De Thaise overheid heeft een standaard aanvaard voor de transcriptie van het Thaise schrift naar het Latijnse alfabet. Dit systeem is vastgesteld door het Thaise Royal Institute en wordt gewoonlijk aangeduid met de afkorting RTGS (Royal Thai General System of Transcription). Het wordt toegepast voor de omzetting van persoonsnamen (zoals namen in paspoorten) en geografische namen.

### Korte en lange klinkers
In de Thaise taal hebben alle klinkers een korte en een lange vorm, maar het gebruik hiervan is anders dan in het Nederlands.
Bijvoorbeeld, de Thaise taal kent een lange "oe"-klank en een korte "oe"-klank, maar in het Nederlands kennen we dat onderscheid niet. Het Thai kent ook een lange "aa"-klank en een korte "aa"-klank. Een lange "aa"-klank klinkt in het Nederlands (als in slaap) hetzelfde als in het Thai (ทๅน, thaan, eten). Echter, een korte "aa-klank wordt in het Nederlands (als in kan) niet alleen korter maar ook op een lagere toonhoogte uitgesproken. In het Thai is een korte "aa"-klank alleen korter van duur.
Om een duidelijk onderscheid te kunnen maken tussen korte en lange klinkers zijn daarom extra tekens nodig. Een goede methode daarvoor is achter een lange klinker, die wij niet kunnen schrijven, een dubbele punt te plaatsten: bijvoorbeeld: een lange 'oe'klank wordt dan 'oe:'. Een lange 'ai' klank wordt 'ai:'

### Toontaal
Het Thai onderscheidt zich ook omdat het een toontaal is, waarbij veranderingen in toonhoogte bij het uitspreken van een en dezelfde lettergreep leiden tot een verandering in de betekenis van het woord. Thai heeft vijf tonen voor klinkers: midden, laag, hoog, stijgend en dalend.
Het Nederlands kent daarentegen intonatie die in het Thai afwezig is. Met het verhogen van de toon aan het einde van een zin wordt in het Nederlands een vraag gevormd. Als men dat in het Thai zou doen dan zal de betekenis van het woord aan het einde van de zin onbedoeld veranderen.
Om bij transliteratie de toonhoogten in een Thais woord aan te geven zijn extra tekens nodig. Een veel gebruikte methode maakt gebruik van diakritische tekens. Het accent wordt boven de eerste letter van een samengestelde klinker geschreven. Een tweede methode plaatst een streepje ter aanduiding van de toonhoogte voor de lettergreep.
| Toon     | Methode 1 | Methode 1 | Methode 2 | Methode 2 | Betekenis |
| Toon     | Teken     | Voorbeeld | Teken     | Voorbeeld | Betekenis |
| -------- | --------- | --------- | --------- | --------- | --------- |
| Midden:  | a         | mai       | –         | –mai      | mijl      |
| Laag     | à         | mài       | _         | _mai      | nieuw     |
| Hoog     | á         | mái       | ¯         | ¯mai      | hout      |
| Dalend   | â         | mâi       | \         | \mai      | niet      |
| Stijgend | ǎ         | mǎi       | /         | /mai      | zijde     |

## Medeklinkers
Het Thaise alfabet bestaat uit 44 medeklinkers.

### Onderscheid
Aan het begin van een lettergreep vormen de 44 medeklinkers slechts 21 verschillende klanken. Er zijn vier redenen waarom er zoveel medeklinkers zijn met dezelfde klank (aan het begin van de lettergreep):
- Een aantal medeklinkers die identiek klinken komen in zowel de hoge als lage klasse voor. De klassen zijn hieronder aangegeven.
- Er zijn twee reeksen van elk 6 medeklinkers die in het Thai identiek klinken, maar van oorsprong iets anders in de mond worden gevormd. De eerste reeks wordt retroflex gevormd (met een gekrulde tong), en de tweede wordt dentaal gevormd (met de tong tegen de tanden). Het verschil in klank is in het Thai niet meer te horen. De uitspraak wordt verderop nader uitgelegd.
- Een aantal medeklinkers met dezelfde uitspraak zijn afkomstig van verschillende medeklinkers in het Sanskriet en het Pali. Ook in het gesproken Khmer is het verschil in uitspraak gebleven.
- Tweede medeklinkers worden in het huidige Thai niet meer gebruikt.

Omdat veel medeklinkers hetzelfde klinken, worden de medeklinkers onderscheiden met een unieke naam, bestaande uit de letter gevolgd door een woord waarmee deze letter begint of anderszins aanduid. Bijvoorbeeld, de naam van de letter ก is koh kài (ก ไก่), waarin koh de uitspraak van de letter is, en kài (ไก่ ) is een woord dat met dezelfde letter begint. Dit woord ไก่ betekent "kip" en hier zegt men dus: "de K van kip".
Aan het einde van een lettergreep worden de Thaise medeklinkers weer anders uitgesproken dan aan het begin ervan. Een lettergreep kan slechts met 8 verschillende klanken eindigen. In de onderstaande tabel is de uitspraak van de medeklinkers aan het begin en aan het einde van een lettergreep aangegeven.

### Klassen
De medeklinkers komen voor in drie 'klassen':
- midden (Thai: เสียงกลาง, siang klang),
- hoog (Thai: เสียงสูง, siang sung), of,
- laag (Thai: เสียงต่ำ, siang tam).

De klasse van de medeklinker is een van de factoren waarmee de toonhoogte van de volgende klinker in de lettergreep wordt bepaald. De vijf mogelijke toonhoogten van een lettergreep (midden, hoog, laag, stijgend of dalend) worden bepaald door een serie toonregels, waarbij de klasse een van de bepalende criteria is.
De klasse van de medeklinker wordt in de onderstaande tabel aangegeven: M voor midden, H voor hoog en L voor laag.

### Medeklinkers op alfabetische volgorde
In onderstaande tabel wordt een overzicht gegeven van de 44 medeklinkers die in het Thaise schrift voorkomen.
| Letter | Aanduiding | Aanduiding                                  | Uitspraak | Uitspraak | Klasse | Opmerkingen                                           |
| Letter | In Thai    | In Latijns alfabet (betekenis)              | Begin     | Eind      | Klasse | Opmerkingen                                           |
| ------ | ---------- | ------------------------------------------- | --------- | --------- | ------ | ----------------------------------------------------- |
| ก      | ก ไก่       | ko kai (kip)                                | k         | k         | M      |                                                       |
| ข      | ข ไข่       | kho khai (ei)                               | kh¹       | k         | H      |                                                       |
| ฃ      | ฃ ขวด      | kho khuat (fles)                            | kh¹       | k         | H      | niet meer gebruikt, vervangen door ข ไข่ (kho khai)    |
| ค      | ค ควาย     | kho khwai (buffel)                          | kh¹       | k         | L      |                                                       |
| ฅ      | ฅ คน       | kho khon (mens)                             | kh¹       | k         | L      | niet meer gebruikt, vervangen door ค ควาย (kho khwai) |
| ฆ      | ฆ ระฆัง     | kho ra-khang (bel)                          | kh¹       | k         | L      |                                                       |
| ง      | ง งู        | ngo ngu (slang)                             | ng        | ng        | L      |                                                       |
| จ      | จ จาน      | cho chan (bord)                             | dzj³      | t         | M      |                                                       |
| ฉ      | ฉ ฉิ่ง       | cho ching (cymbaal)                         | tsj²      | -         | H      |                                                       |
| ช      | ช ช้าง      | cho chang (olifant)                         | tsj²      | t         | L      |                                                       |
| ซ      | ซ โซ่       | so so (Ketting)                             | s         | t         | L      |                                                       |
| ฌ      | ฌ เฌอ      | cho choe (boom)                             | tsj²      | -         | L      |                                                       |
| ญ      | ญ หญิง      | yo ying (vrouw)                             | j         | n         | L      |                                                       |
| ฎ      | ฎ ชฎา      | do cha-da (Thaise Kroon)                    | d         | t         | M      |                                                       |
| ฏ      | ฏ ปะฏัก     | to pa-tak (speer)                           | t         | t         | M      |                                                       |
| ฐ      | ฐ ฐาน      | tho san-than (podium)                       | th¹       | t         | H      |                                                       |
| ฑ      | ฑ มณโฑ     | tho nangmon-tho (personage uit de Ramayana) | th¹       | t         | L      |                                                       |
| ฒ      | ฒ ผู้เฒ่า     | tho phu-thao (oud iemand)                   | th¹       | t         | L      |                                                       |
| ณ      | ณ เณร      | no nen (noviet)                             | n         | n         | L      |                                                       |
| ด      | ด เด็ก      | do dek (kind)                               | d         | t         | M      |                                                       |
| ต      | ต เต่า      | to tao (schildpad)                          | t         | t         | M      |                                                       |
| ถ      | ถ ถุง       | tho thung (zak)                             | th¹       | t         | H      |                                                       |
| ท      | ท ทหาร     | tho thahan (soldaat)                        | th¹       | t         | L      |                                                       |
| ธ      | ธ ธง       | tho thong (vlag)                            | th¹       | t         | L      |                                                       |
| น      | น หนู       | no nu (muis)                                | n         | n         | L      |                                                       |
| บ      | บ ใบไม้     | bo baimai (blad)                            | b         | p         | M      |                                                       |
| ป      | ป ปลา      | po plaa (vis)                               | p         | p         | M      |                                                       |
| ผ      | ผ ผึ้ง       | pho phueng (een bij)                        | ph¹       | -         | H      |                                                       |
| ฝ      | ฝ ฝา       | fo fa (deksel)                              | f         | -         | H      |                                                       |
| พ      | พ พาน      | pho phan (schaal met voet)                  | ph¹       | p         | L      |                                                       |
| ฟ      | ฟ ฟัน       | fo fan (tand)                               | f         | p         | L      |                                                       |
| ภ      | ภ สำเภา    | pho sam-phao (zeilboot)                     | ph¹       | p         | L      |                                                       |
| ม      | ม ม้า       | mo ma (paard)                               | m         | m         | L      |                                                       |
| ย      | ย ยักษ์      | yo yak (reus)                               | j         | i         | L      |                                                       |
| ร      | ร เรือ      | ro ruea (boot)                              | r         | n         | L      |                                                       |
| ล      | ล ลิง       | lo ling (aap)                               | l         | n         | L      |                                                       |
| ว      | ว แหวน     | wo waen (ring)                              | w         | w         | L      |                                                       |
| ศ      | ศ ศาลา     | so sala (paviljoen)                         | s         | t         | H      |                                                       |
| ษ      | ษ ฤๅษี      | so rue-si (kluizenaar)                      | s         | t         | H      |                                                       |
| ส      | ส เสือ      | so suea (tijger)                            | s         | t         | H      |                                                       |
| ห      | ห หีบ       | ho hip (doos)                               | h         | -         | H      |                                                       |
| ฬ      | ฬ จุฬา      | lo chu-la (vlieger)                         | l         | n         | L      |                                                       |
| อ      | อ อ่าง      | o ang (een kom)                             | o         | o         | M      | korte 'o' of 'drager' voor een beginklinker           |
| ฮ      | ฮ นกฮูก     | ho nok-huk (uil)                            | h         | -         | L      |                                                       |

¹ kh, ph en th zijn geaspireerd uitgesproken versies van k, p en t. Geaspireerd wil zeggen dat na het uitspreken van die letter er een extra luchtstroom volgt, alsof er een korte h wordt uitgesproken.
² Omdat deze klank in het Engels klinkt als 'ch' (zoals in change), zal deze klank vrijwel overal als 'ch' geschreven worden. In Thailand zal op naamborden in westers schrift ook vrijwel altijd een 'ch' worden geschreven. Ook in Nederlandstalige reisgidsen wordt 'ch' gebruikt (wat klinkt als Tsjiang Mai wordt altijd geschreven als Chiang Mai). De 'ch' dient dus niet als een g-klank (zoals in school) te worden uitgesproken.
³ Wordt in de omzetting naar het Thai gewoonlijk als 'ch' geschreven, maar uitgesproken als de 'j' in de naam John (klinkt als dzjon).

## Ligaturen
Naast de 44 medeklinkers zijn er nog 4 ligaturen. Dit zijn medeklinker-klinker combinatietekens die afkomstig zijn uit het Sanskriet.
| Letter | Uitspraak | Opmerkingen        |
| ------ | --------- | ------------------ |
| ฤ      | rú        |                    |
| ฤๅ     | ruu       |                    |
| ฦ      | lú        | niet meer gebruikt |
| ฦๅ     | luu       | niet meer gebruikt |

Deze letters worden over het algemeen beschouwd als klinkers. Echter op alfabetische volgorde volgen ฤ en ฤๅ als medeklinker de letter ร (ro ruea) en kunnen worden beschouwd als รึ (ro ruea sàrà ú) en รื (ro ruea sàrà uu). De letters ฦ en ฦๅ volgen de letter ล (lo ling) en kunnen worden beschouwd als ลึ (lo ling sàrà ú) en ลื (lo ling sàrà uu).
Het laatste paar ligaturen ฦ (lú) en ฦๅ (luu) wordt niet meer gebruikt.

## Klinkers
Het Thaise schrift heeft 15 klinkertekens waarmee 32 klinkers worden gevormd. De aanduiding van een klinker begint met สระ (sàrà) gevolgd door de klank die de klinker maakt, dit in tegenstelling tot de medeklinkers die een unieke naam hebben.
Er zijn 18 enkelvoudige klinkers, 6 samengestelde klinkers en 8 klinkers die op een medeklinker lijken.
Elke klinker wordt geschreven ten opzichte van een basismedeklinker (verderop vervangen door een streepje "-") en soms ook ten opzichte van een afsluitende medeklinker (vervangen door een tweede streepje). Een klinker is samengesteld uit een of meer klinkertekens, die worden gepositioneerd boven, onder, links of rechts van de medeklinker, of een combinatie van die posities. Als een klinker klinkertekens voor en achter de beginmedeklinker heeft en de lettergreep begint met een medeklinkergroep (cluster), dan wordt de klinker om de hele medeklinkergroep gesplitst.
Als in het geheel geen klinkerteken wordt geschreven, wordt toch een klinker uitgesproken.
Het is een zogenaamde Abugida met de impliciete klinker 'a' bij een open lettergreep en de impliciete klinker 'o' bij een gesloten lettergreep.
Een goed voorbeeld daarvan is het Thaise woord voor straat: ถนน dat bestaat uit de medeklinkers ThNN en wordt uitgesproken als Thanon ([tʰa-non]).

### Enkelvoudige klinkers
Het Thai kent 18 enkelvoudige klinkers (Thai: สระ เดี่ยว, sàrà dìeaw); 9 korte en 9 lange klinkers:
| Klinker | Naam    | Naam      | Opmerkingen                                               |
| Klinker | In Thai | Uitspraak | Opmerkingen                                               |
| ------- | ------- | --------- | --------------------------------------------------------- |
| –ะ      | สระอะ   | sàrà a    | korte aa-klank (komt alleen in een open lettergreep voor) |
| –า      | สระอา   | sàrà aa   | lange aa-klank                                            |
| –ิ       | สระอิ    | sàrà i    | korte ie-klank                                            |
| –ี       | สระอี    | sàrà ie   | lange ie-klank                                            |
| –ึ       | สระอึ    | sàrà u    | korte uu-klank                                            |
| –ือ      | สระอือ   | sàrà uu   | lange uu-klank                                            |
| –ุ       | สระอุ    | sàrà oe   | korte oe-klank                                            |
| –ู       | สระอู    | sàrà oe:  | lange oe-klank                                            |
| เ–ะ     | สระเอะ  | sàrà e    | korte ee-klank                                            |
| เ–      | สระเอ   | sàrà ee   | lange ee-klank                                            |
| แ–ะ     | สระแอะ  | sàrà eh   | korte eh-klank                                            |
| แ–      | สระแอ   | sàrà eh   | lange eh-klank                                            |
| โ–ะ     | สระโอะ  | sàrà oo   | korte oo-klank                                            |
| โ–      | สระโอ   | sàrà oo   | lange oo-klank                                            |
| เ–าะ    | สระเอาะ | sàrà oh   | korte oh-klank                                            |
| –อ      | สระออ   | sàrà oh   | lange oh-klank                                            |
| เ–อะ    | สระเออะ | sàrà eu   | korte eu-klank                                            |
| เ–อ     | สระเออ  | sàrà eu   | lange eu-klank                                            |

### Samengestelde klinkers
Het Thai kent 6 samengestelde klinkers (Thai สระ ประสม, sàrà pràsŏhm), bestaande uit 3 korte en 3 lange klanken. Deze samenstellingen worden 'triptongs' genoemd. Ze eindigen allemaal met een a-klank.
| Klinker | Naam    | Naam          | Opmerkingen |
| Klinker | In Thai | Uitspraak     | Opmerkingen |
| ------- | ------- | ------------- | ----------- |
| เ–ียะ    | สระเอียะ | sàrà e-i_j-a  | korte klank |
| เ–ีย     | สระเอีย  | sàrà e-ie_j-a | lange klank |
| เ–ือะ    | สระเอือะ | sàrà e-u-a    | korte klank |
| เ–ือ     | สระเอือ  | sàrà eu-u-a   | lange klank |
| –ัวะ     | สระอัวะ  | sàrà oe-w-a   | korte klank |
| –ัว      | สระอัว   | sàrà oe-w-a   | lange klank |

### Klinkers die op medeklinkers lijken
Het Thai kent 8 klinkers die op medeklinkers lijken (Thai: สระ ที่ เหมือน พยัญชนะ, sàrà thîe mŭuan phájansjáná):
| Klinker | Naam        | Naam                | Opmerkingen                                |
| Klinker | In Thai     | Uitspraak           | Opmerkingen                                |
| ------- | ----------- | ------------------- | ------------------------------------------ |
| –ํา      | สระอำ       | sàrà am             | am-klank                                   |
| ไ–      | สระไอไม้มลาย | sàrà ai máai málaai | ai-klank                                   |
| ใ–      | สระใอไม้ม้วน  | sàrà ai máai múan   | ai-klank                                   |
| เ–า     | สระเอา      | sàrà aw             | aw-klank                                   |
| ฤ       | ฤึ           | rú                  | korte ruu-klank                            |
| ฤๅ      | ฤึา          | ruu                 | lange ruu-klank                            |
| ฦ       | ฦึ           | lú                  | korte luu-klank (wordt niet meer gebruikt) |
| ฦๅ      | ฦึา          | luu                 | lange luu-klank (wordt niet meer gebruikt) |

De klinker ำ (sàrà am) is een nasale klinker die als enige in de Thaise taal gebruik maakt van het teken níkkháhìt (of niggahita in Pali). Dit is het cirkeltje boven de voorgaande medeklinker. Deze klinker kan als korte of lange klank worden uitgesproken. Bij toepassing van de toonregels worden ำ als lange klinker beschouwd.
De klinkers ไ (sàrà ai máai málaai) en ใ (sàrà ai máai múan) klinken identiek en hebben een verschillende naam om ze van elkaar te kunnen onderscheiden. Bij ไ en ใ is er geen duidelijk onderscheid tussen lange en korte klinkers.
ใ (sàrà ai máai múan) wordt altijd uitgesproken als een korte ‘ai’-klank. Deze klinker wordt in slechts 20 woorden gebruikt.
ไ (sàrà ai máai málaai) kan worden uitgesproken als een korte of als een lange ‘ai’-klank. Of een woord met ไ met een korte of een lange klank wordt uitgesproken kan alleen worden onthouden, omdat er geen uitspraakregels voor zijn.
Bij toepassing van de toonregels worden ไ en ใ als lange klinkers beschouwd.
De tekens ฤ (rú), ฤๅ (ruu), ฦ (lú) en ฦๅ (luu) zijn medeklinker-klinker-combinatietekens maar worden over het algemeen beschouwd als klinkers. Zij worden gezien als รึ (roh ruua sàrà u), รือ, (roh ruua sàrà uu), ลึ (loh ling sàrà u) en ลือ (loh ling sàrà uu). De letters ฦ ฦๅ worden niet meer gebruikt.
Bijvoorbeeld, het woord voor seizoen schrijft men ฤดู, rúdoe en dit bestaat uit de letters rú-d-oe.
De letter ฤ kan ook worden gebruikt als ริ (roh ruua sàrà i). Deze letter komt voor in leenwoorden uit het Sanskriet en wordt ook gebruikt om het woord Engels in het Thai te schrijven.
Bijvoorbeeld, het woord Engels schrijft men als อังกฤษ, angrìd. De opeenvolgende letters zijn a-ng-k-ri-d.

## Speciale tekens
Speciale tekens beïnvloeden de uitspraak van een lettergreep.

## Cijfers
Hoewel onze cijfers (0 1 2 3 4 5 6 7 8 9) veelvuldig worden gebruikt in Thaise teksten, zijn er ook Thaise tekens voor de cijfers (๐ ๑ ๒ ๓ ๔ ๕ ๖ ๗ ๘ ๙).

## Thais toetsenbord
De in de tabellen gegeven toetsen zijn gebaseerd op onderstaande toetsenbord lay-out.